# ウスバハギ
ウスバハギ（薄葉剥、学名：Aluterus monoceros）は、フグ目カワハギ科に属する海水魚の一種。全世界の熱帯・亜熱帯海域に分布する大型のカワハギで、食用にもなる。

## 地方名
日本での地方名は、ウスバ（各地）、シャクシハゲ、シャボテン（和歌山県南紀）、メンボウ（島根）、ハゲ（高知）、ツノコ、ウマヅラ、ハゲノウオ（鹿児島）、ヒガレンベ（鹿児島県甑島）、サンスナー（沖縄）、ナガサキイッカクハギ、シロウマ、オキハゲ、ウチワハギなど数多い。

## 特徴
成魚は全長75cmに達し、カワハギ科の中ではオーストラリア周辺海域産の Nelusetta ayraud、あるいは同属種のソウシハギ A. scriptus に次ぐ大型種である。体は前後に細長く、強く側扁する。標準和名の通り広葉樹の葉のような体形である。標準和名は日本における魚類学の基礎を築いた田中茂穂（Shigeho Tanaka）の命名に因る。体色は全体的に淡い灰色か褐色で、個体によっては淡い斑点やしま模様が出ることもあるが、特に目立つ模様は無い。
口は小さく、吻が突出する。口の下にも船首のような低い突出がある。背鰭の第1棘は目の上にあるが、カワハギ科他種よりもかなり細長く折れ易い。また腹鰭の棘もなく、別名の「ナガサキイッカクハギ」はここに由来する。尾柄は低くてやや長い。尾鰭は三角形だが幼魚では円みを帯びる。
全世界の熱帯・亜熱帯海域に分布する汎世界種である。日本では北海道以南で見られ、南日本ほど個体数が多い。
沿岸域の水深200m以浅に生息する。幼魚は流れ藻や漂着物に付いて泳ぎ、成長すると群れで行動する。食性は肉食性で、甲殻類・多毛類・貝類等の各種底生生物の他、クラゲ等も捕食する。

## 人間との関係
定置網や釣り等の沿岸漁業で漁獲される。群れで行動するためまとまって漁獲され易い。

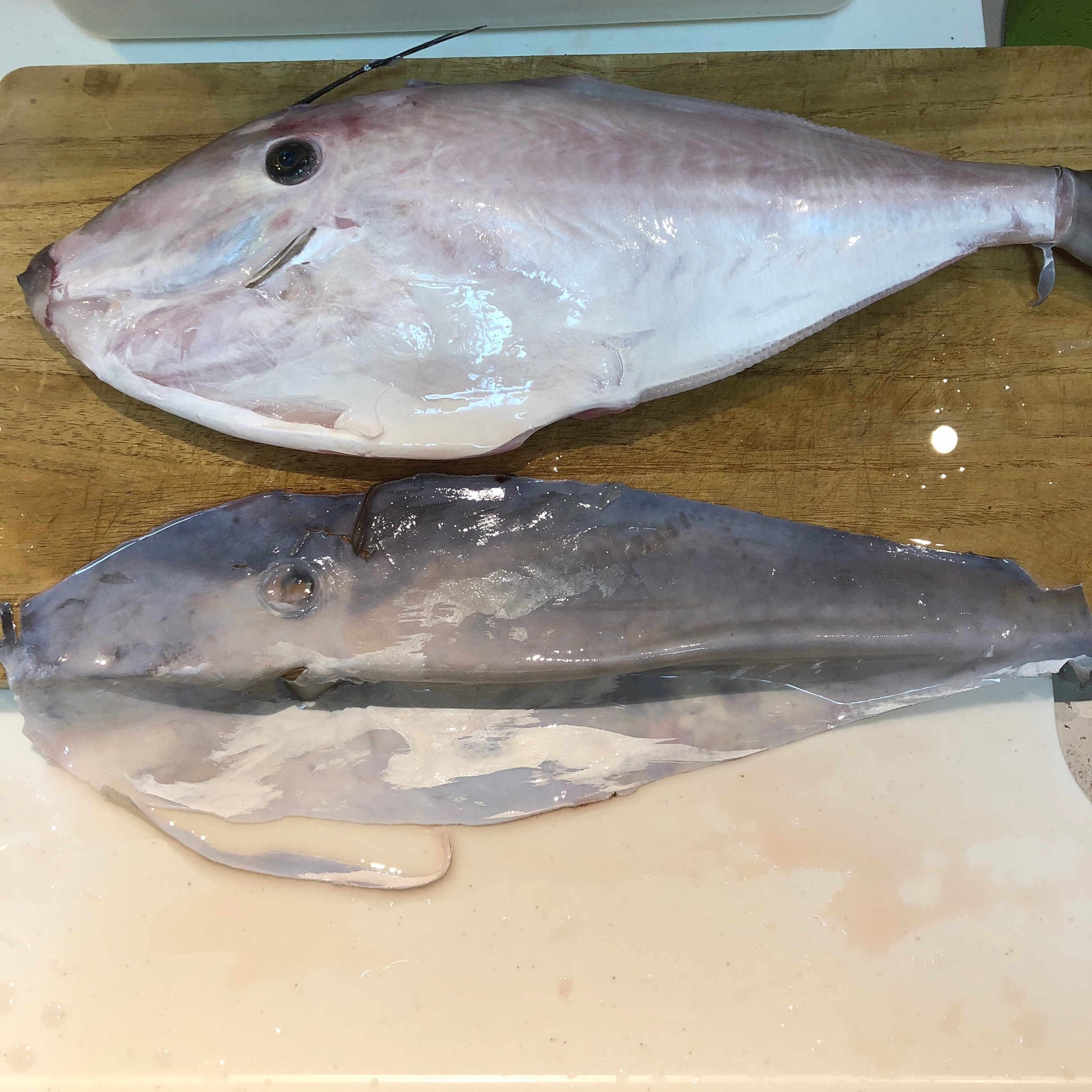
ウスバハギ 2018.10.15 高崎漁港

身は半透明の白身で、脂肪が少なく歯ごたえがある。新鮮なものは身だけではなく肝臓も食用にされる。肝臓はピンク色で、身とは逆に脂肪が多く甘みがある。可食部の質や利用法は同じカワハギ科のカワハギやウマヅラハギと同様だが、本種は大形種だけに身の量が多い。料理法は刺身（薄造り）、煮魚、鍋料理、唐揚げ、干物など多種多様である。

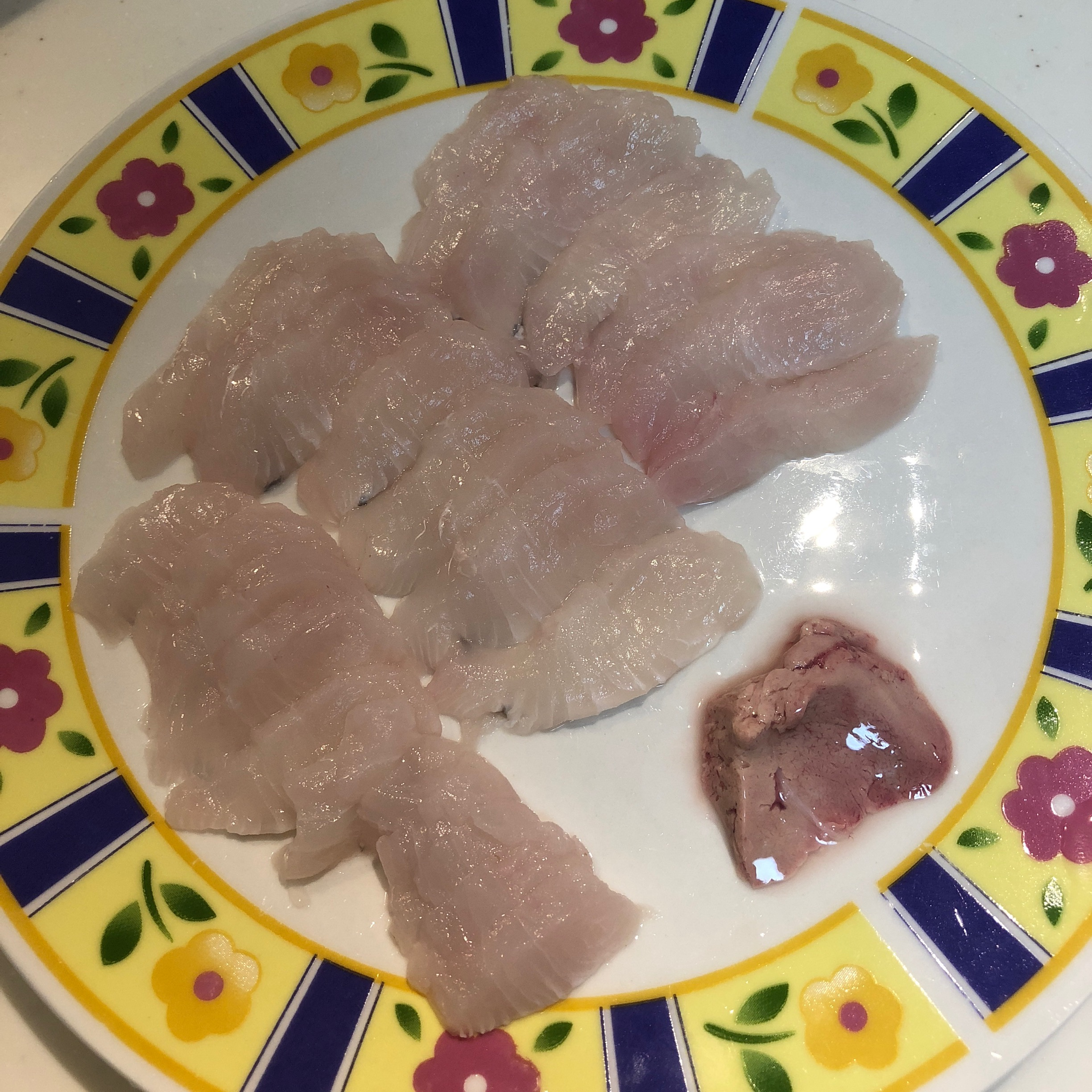
ウスバハギそぎ切り 2018.10.15 高崎漁港

ただしシガテラ毒をもつという報告もあり、熱帯海域の大形個体には注意が必要である。